# St. Jakobus (Büchenberg)

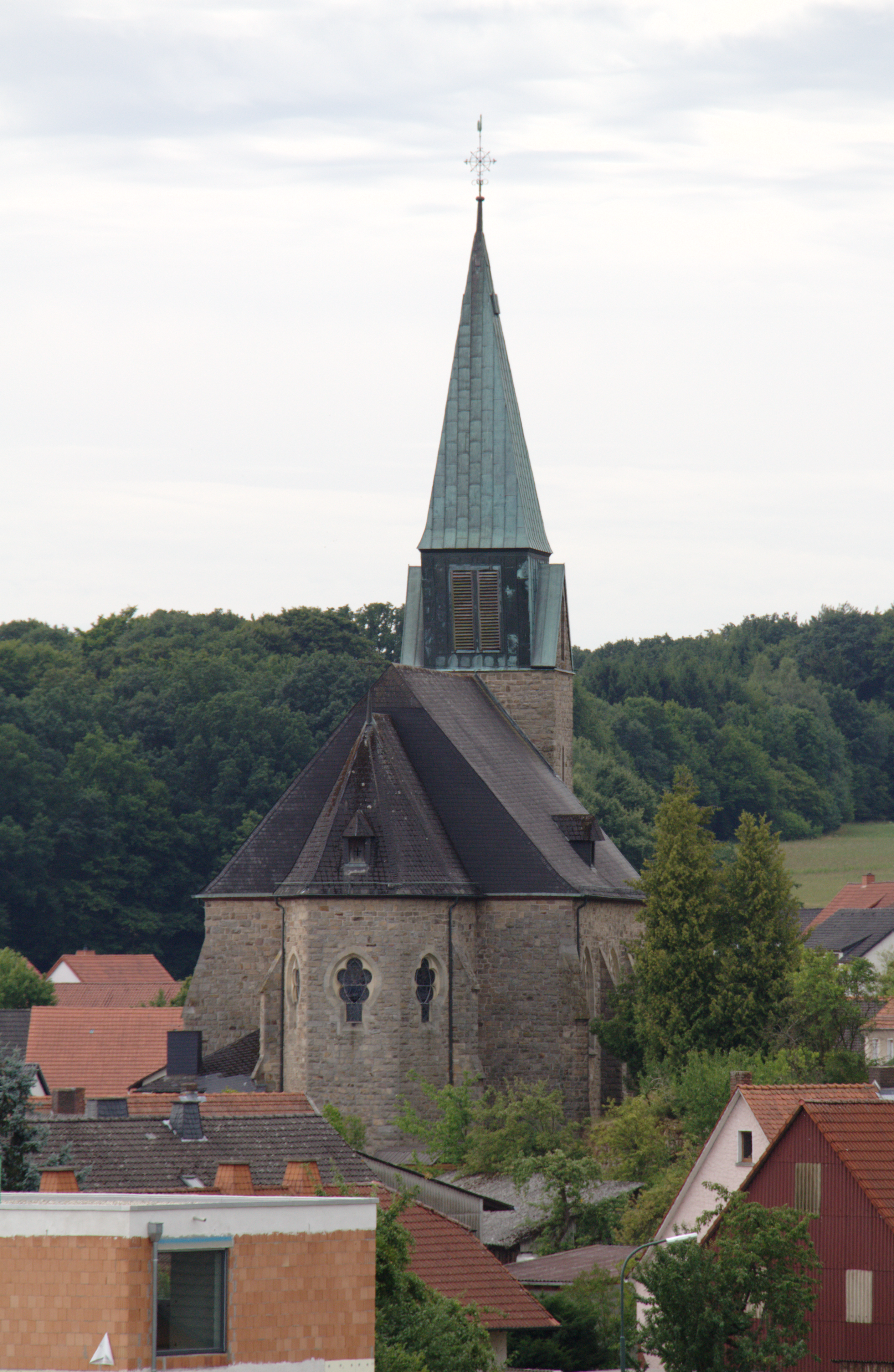
St. Jakobus

Die römisch-katholische Kirche St. Jakobus steht in Büchenberg, einem Ortsteil der Gemeinde Eichenzell im Landkreis Fulda von Hessen. Die Kirchengemeinde gehört zum Pastoralverbund St. Marien Eichenzell im Dekanat Rhön des Bistums Fulda.

## Beschreibung
1630 wird eine Kirche erwähnt, die den heiligen Jakobus, Martin und Nikolaus geweiht war. Sie befand sich auf dem alten Friedhof. Die heutige neugotische Hallenkirche aus Quadermauerwerk mit zwei Kirchenschiffen, eingezogenem polygonalen Chor und eingestelltem Kirchturm wurde nach einem Entwurf von Georg Kegel gebaut. Der Baubeginn war 1905, die offizielle Einsegnung 1909 erfolgte durch Bischof Joseph Damian Schmitt. Über dem Portal ist ein Relief angebracht, das Jesus als guten Hirten darstellt.
Der Innenraum ist mit einem Kreuzgratgewölbe überspannt. 1912 wurde die Kirche erstmals im Stil der Zeit ausgemalt, 1933 erfolgte eine weitere Ausmalung. Die Altäre und die Kanzel sind neugotisch. Aus der alten Kirche stammen das Taufbecken und die spätgotische Pietà.

## Orgel
Die Orgel der Kirche wurde 1979 von der Firma Orgelbau Thonius im historischen Gehäuse neu erbaut. Dabei wurden vier Register der alten Orgel (1864) von Joseph Oestreich wiederverwendet. Das Instrument hat eine Schleifladentraktur und verfügt über folgende Disposition:

| I Manual   |       |
| Prinzipal  | 8′    |
| Gedackt    | 8′ *  |
| Flöte      | 8′ *  |
| Oktave     | 4′    |
| Gemshorn   | 4′    |
| Quinte     | 2 ⁄3′ |
| Oktave     | 2′    |
| Mixtur III |       |
| Trompete   | 8′    |

| Pedal      |       |
| Subbaß     | 16′ * |
| Gedacktbaß | 8′ *  |
| Choralbaß  | 4′    |
| Piffaro II | 4′+2' |

- Koppeln: I/P
- * Register von Joseph Oestreich